# هوارد فيرغوس
هوارد فيرغوس (بالإنجليزية: Howard Fergus)‏ هو أكاديمي بريطاني، ولد في 22 يوليو 1937.